# Ishihara Tatsuya
Ishihara Tatsuya (石原立也 (Thạch Nguyên Lập Dã) sinh ngày 31 tháng 7 năm 1966) là một đạo diễn anime người Nhật đến từ Maizuru, Kyoto, hiện đang làm việc với hãng sản xuất anime Kyoto Animation.

## Đạo diễn sê-ri anime
- AIR (2005)
- Aka-chan to Boku
- Kanon (2006)
- CLANNAD (2007)
- CLANNAD ~After Story~ (2008)
- Fushigi Yuugi
- Inu Yasha: Đạo diễn tập phim (Kyoto Animation)
- Kimagure Orange Road: Summer's Beginning
- The Melancholy of Suzumiya Haruhi
- Tenchi Universe (đạo diễn tập phim)
- Nichijou (2011)
- Miss Kobayashi's Dragon Maid S (2021)

## Đạo diễn phim
- The Disappearance of Suzumiya Haruhi (6 tháng 2 năm 2010)